# 다이메틸아민
다이메틸아민(영어: dimethylamine)은 화학식이 (CH3)2NH인 유기 화합물이다. 이 2차 아민은 암모니아 같은 냄새가 나는 무색의 가연성 가스이다. 다이메틸아민은 일반적으로 최대 약 40% 농도의 물에 용해된 용액으로 상업적으로 사용된다. 2005년에는 약 27만톤이 생산됐다.

## 자연 발생
다이메틸아민은 동물과 식물에 매우 광범위하게 분포되어 있으며 많은 식품에 몇 mg/kg 수준으로 존재한다.

## 같이 보기
- 메틸아민
- 트리메틸아민